# 京福電気鉄道モボ501形電車

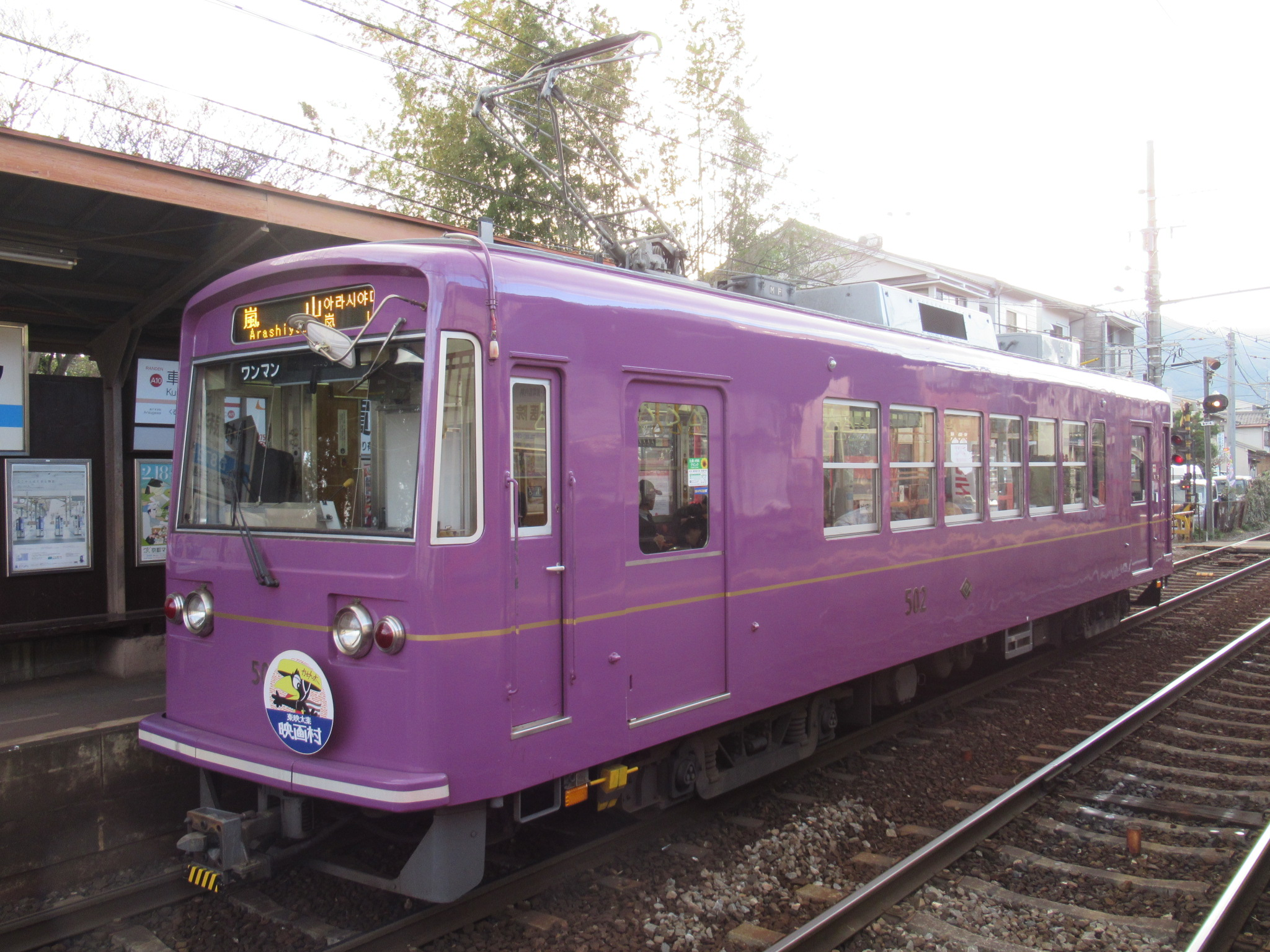
京福電気鉄道 モボ502（扉移設後）

京福電気鉄道モボ501形電車（けいふくでんきてつどうモボ501がたでんしゃ）は、京福電気鉄道に在籍する路面電車車両。
サービス向上を目指して登場した、京福電気鉄道初の冷房装置搭載車である。1984年（昭和59年）に501・502号車、1985年（昭和60年）に503・504号車の計4両が武庫川車両工業（現・阪神車両メンテナンス）で製造された。
503・504号車は2000年から2001年に廃車されたが、501・502号車は2016年（平成28年）10月にリニューアル改造（後述）され、2019年（平成31年）3月現在も運用が続けられている。

## 車体・機器・内装
車体は15m級、乗降扉は片側2箇所で前面は非貫通型であり、デザインは東京都交通局7000形電車の車体更新車（現・7700形）を参考にしたとされている。近い将来のワンマン運転実施に備え、従来車の前・後扉配置をやめ、後扉を車体中央に移動した前・中扉配置となり、前扉も車体の最前部に移動したため、一般的な路面電車のスタイルとなった。
従来車の運転台は、日本国内の鉄道車両では一般的な配置の進行方向左側に置かれていたが、モボ501形ではこれも路面電車同様中央に移され、乗務員扉も運転席の右側のみの配置になった。運転席と客室は仕切りにより区切られ、客室内の確認は運転席右側の開口部から行う。なお、この部分と運賃箱の上には遮光用のアコーディオンカーテンが設置され、夜間運転時の前面窓への室内の映りこみを防いでいる。
前扉は、ワンマン運転時に乗客個々の定期券・乗車券の確認を容易にするため、1列での降車を前提としており、やや幅を狭くしている。中扉の進行後方には車掌台が設置され、この部分の窓は、車外確認を容易にするため、引き違い式となっている。
集電装置は四条大宮・北野白梅町側の屋根部にZ型パンタグラフを搭載したが、新製時からZ型パンタグラフを装備した車両は、嵐電ではこのモボ501形が初めてとなった。トロリーポールの操作が不要となったため、前面窓は大型ガラスの1枚固定式としたが、これも嵐電初であった。前面窓上にはこれも嵐電初採用の行先表示器を、下両側に前照灯・標識灯を、右上にワンマン運転用の後車鏡が備わる。
車体外板の塗装は、濃淡グリーンのツートーンカラーとされた。そのため、従来車よりも明るい印象となっているが、他車には波及せず、モボ501形自体も、後に501号を除く全車が、従来標準色であるグリーンとベージュのツートンへ変更されている。
客室の座席はロングシートであるが、シート表地の色は赤だった。
ワンマン運転の開始に伴い、運賃箱は路線バスのように運転席左側に進行方向に対し斜めに設置された。この配置は、従来車で左側の乗務員扉があった場所に、降車口となる前扉が移動したことに由来する。当初は、運転台後方に整理券発行機が設置されていたが、2002年7月1日の均一運賃制移行・スルッとKANSAI導入に伴い、整理券発行機は撤去され、運賃箱には路線バス同様のカード処理機が取り付けられている。
走行や制御などの主要機器と補器については、501号はモボ111形・114号から、502 - 504号はモボ121形129・130・128号からそれぞれ流用されており、同一形式ながら種車による差異がある。駆動装置は吊り掛け式、台車は 501号が住友金属工業 KS46L 形を、502 - 504号が川崎車輛 BWE12 形をそれぞれ装着していた。後に501号車の台車が川崎車輛 BWE12 形に換装され、2018年3月にモボ611形やモボ631形と同一の制御機器と住友FS93に換装された。

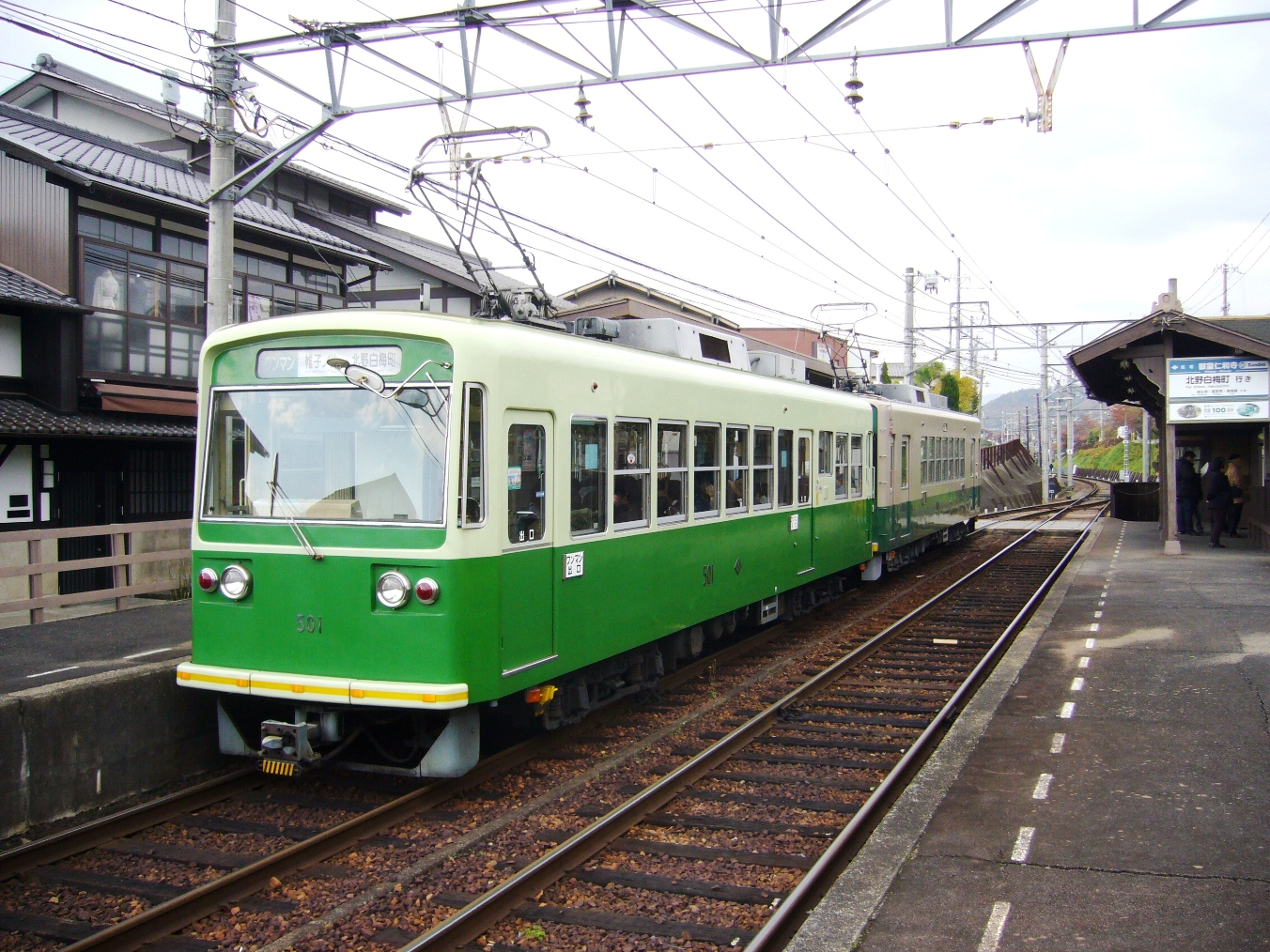
501号車（リニューアル前） 御室仁和寺駅にて
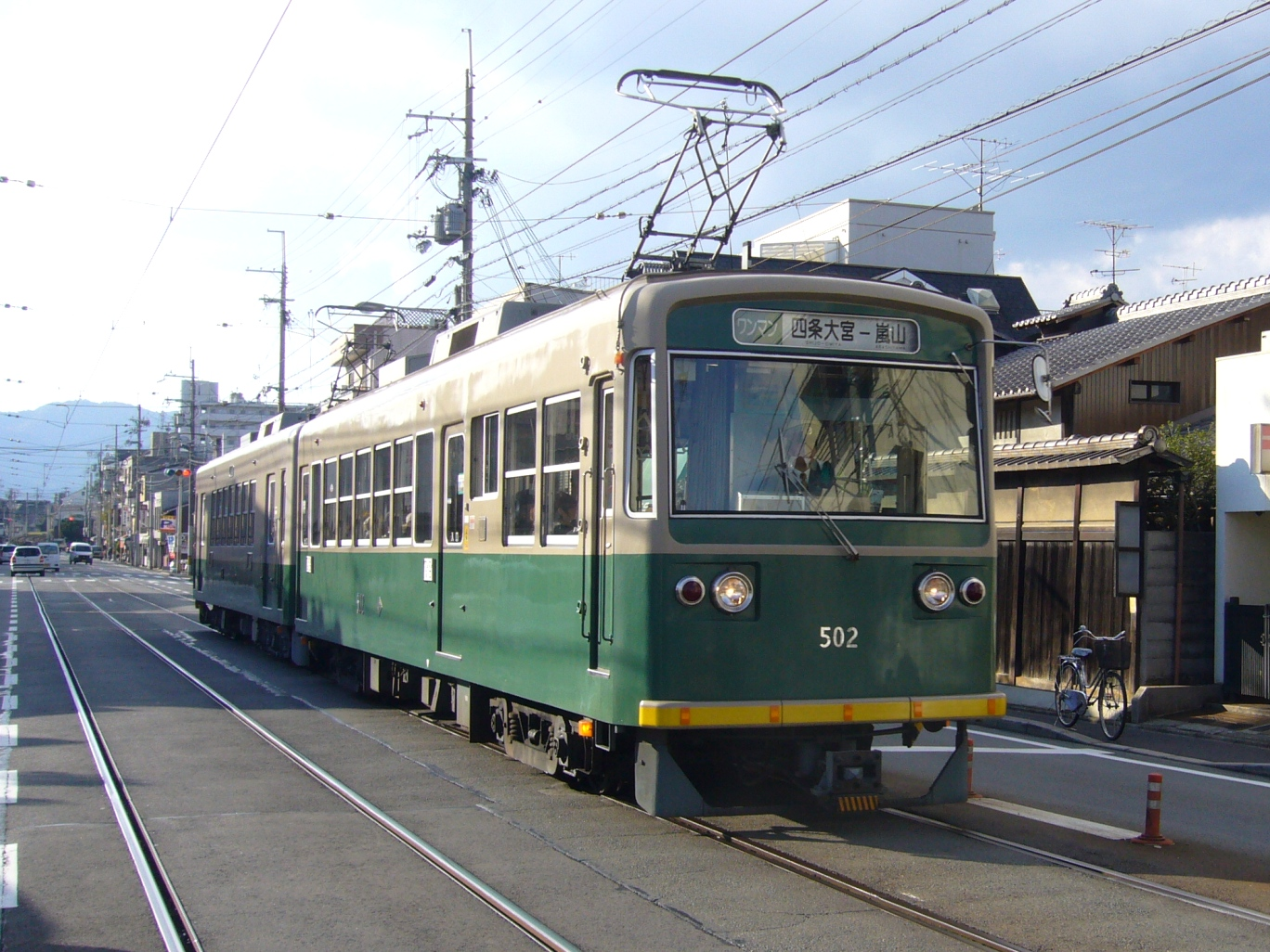
502号車（リニューアル前） 山ノ内駅にて
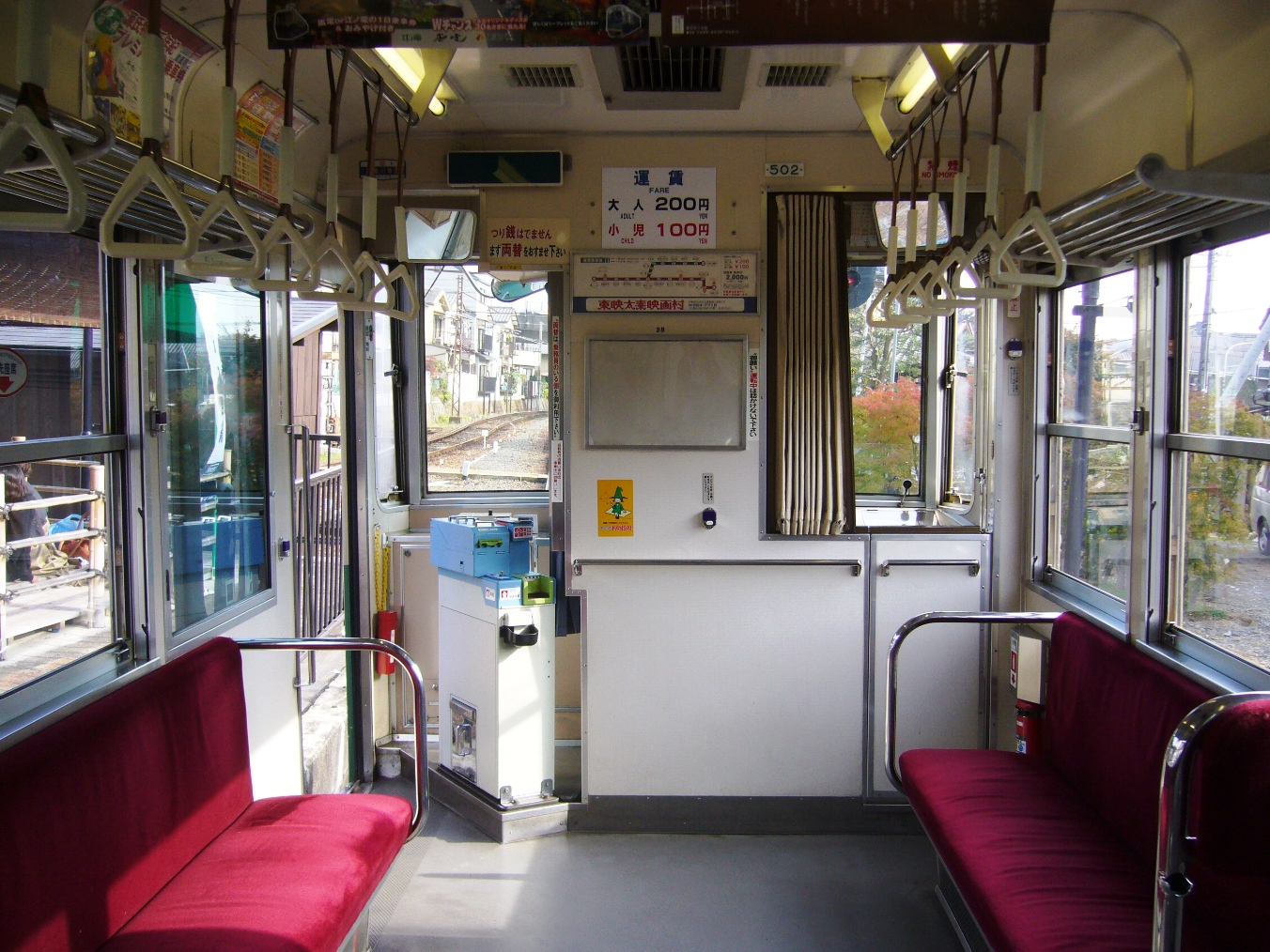
502号車の運転台付近（リニューアル前）。
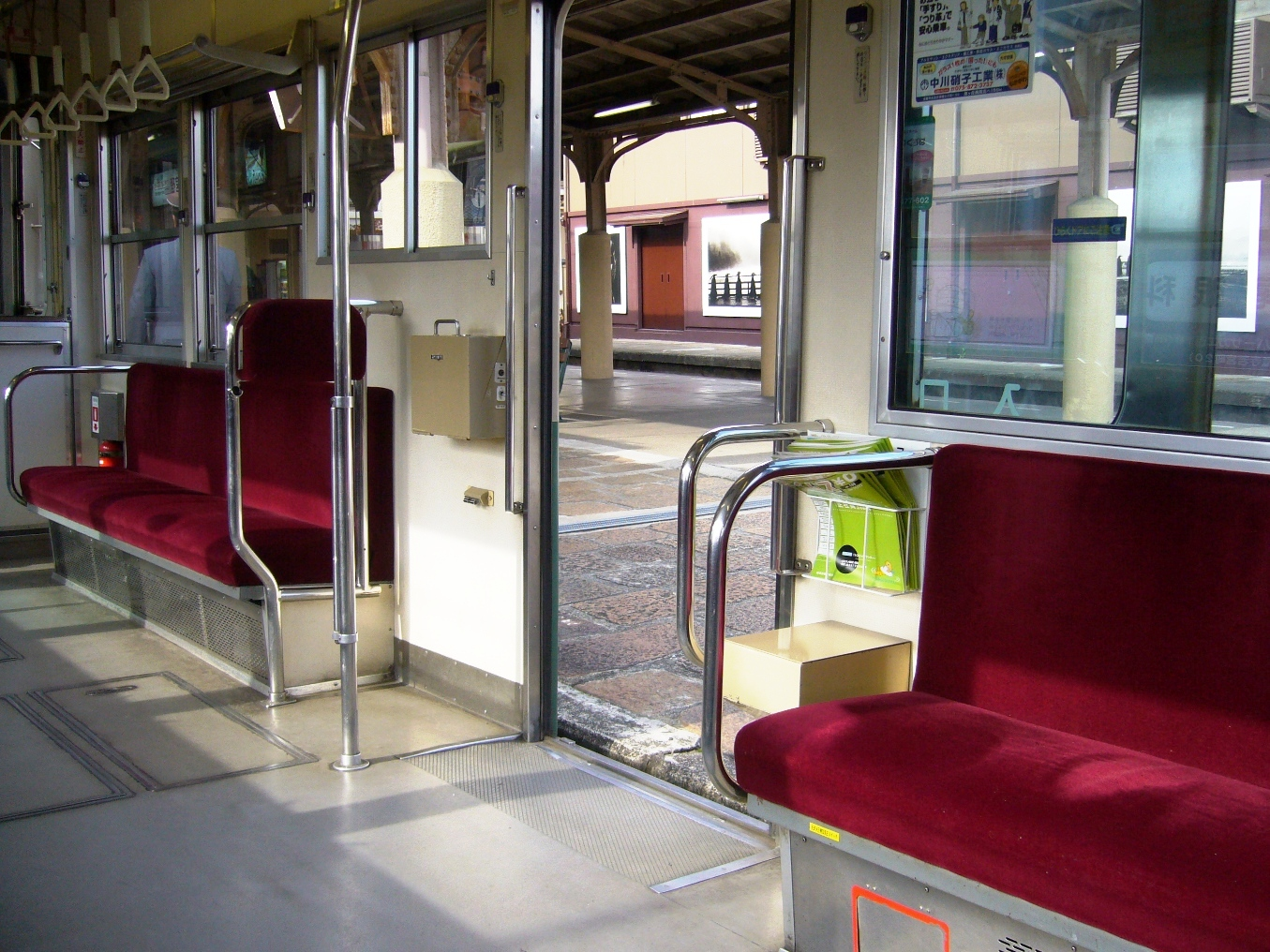
502号車の乗車口付近（リニューアル前）。右に整理券発行機撤去跡、左に旧車掌台がある。
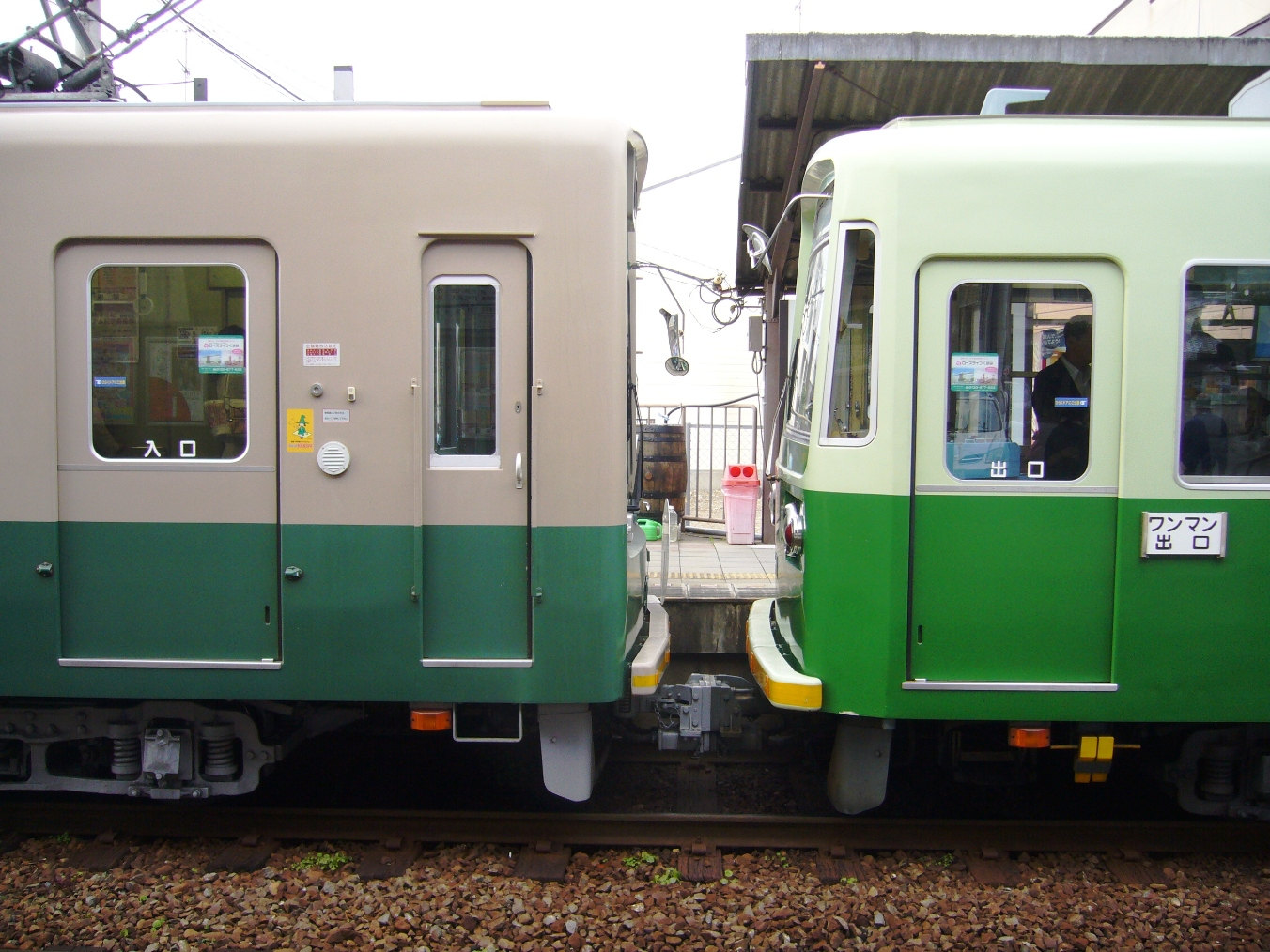
611形（左、旧塗色）と501形（右、リニューアル前）の併結。扉の幅の違いがわかる。

## 廃車
モボ2001形に代替される形で、504号車が2000年（平成12年）に、503号車が2001年（平成13年）にそれぞれ廃車となり解体された。

## リニューアル改造
2016年（平成28年）10月に、501・502号車に施されたリニューアル改造内容は、以下のとおりである。
- 車体塗装を京紫色に変更。
- 前面行先表示装置を幕式から単色電光式（4か国語対応）に変更。
- 前面にヘッドマークステーを追加。
- 運用に適していなかった前・中扉を前・後扉に変更とともに、乗務員室の左側に乗務員扉を新設。
- 車内化粧板を茶色系に変更。
- 車いす用スペースを設置。
- 座席シートを紫系に変更。

2020年（令和2年）には、502のパンタグラフがシングルアーム化された。

## 運用
1984年（昭和59年）に運転開始した。
ワンマン運転に際しては前中扉構造が威力を発揮するものと思われたが、むしろこの形式4両のみドア位置が違うことで乗客の動線を悪くすることが判明した。さらに出入口付近のスペースの狭さや、それまでの車両より幅の狭い扉が行楽シーズンでの大量の乗客の乗降に支障があったことで、増備されることはなく、モボ611形以降は、従来のドア配置やドア幅に戻されている。
モボ501形は、ラッシュ時と行楽シーズン（多客時）を中心に他系列との2両編成で運用されることがメインとなった。モボ501形同士の連結運転は、2009年9月23日にイベントで501号車と502号車が連結運転された時などごく僅かで、登場から十数年で2両が廃車になった。
しかし、残った2両は、2016年に側面窓配置及び扉位置を他形式とそろえる大工事を伴うリニューアルを受け、2020年（令和2年）5月現在は、嵐山本線四条大宮 - 嵐山間、北野線北野白梅町 - 帷子ノ辻間の全線で、他車と共通に運用されている。